# 67P/تشوريوموف-جيراسيمنكو

الغبار و الأشعة الكونية على سطح المذنب في عام 2016 مع تحرك النجوم في الخلفية. تم تصويره بواسطة أداة 'Rosetta' OSIRIS.

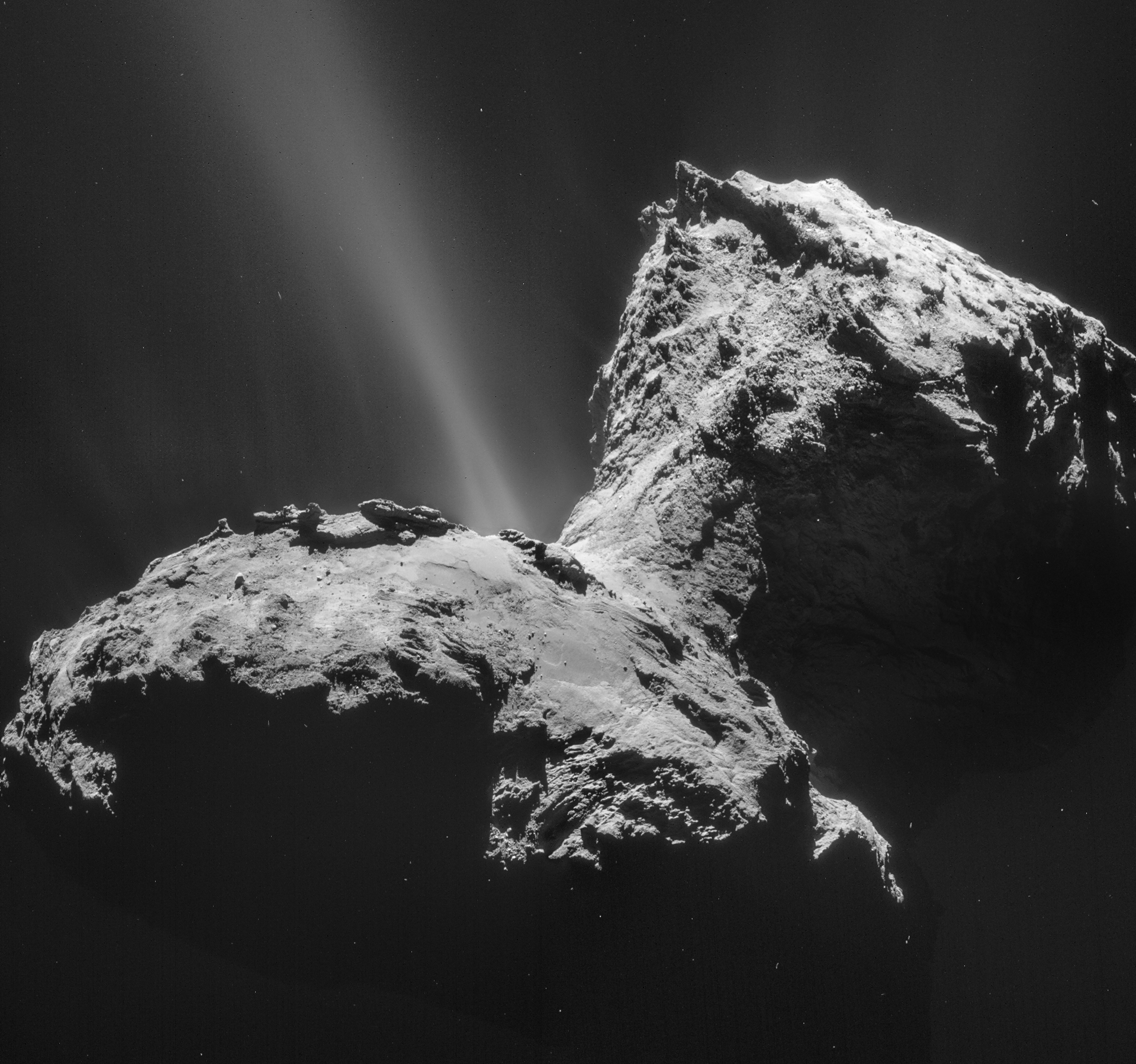

67 بّي/تشوريوموف جيراسيمنكو (بالإنجليزية: 67P/Churyumov–Gerasimenko)‏ (اختصارًا 67 بّي أو 67 بّي/سي جي) هو مذنب من عائلة المشتري، في الأصل من حزام كايبر، يتمتع بفترة مدارية تعادل 6.45 سنة، وفترة دوران تعادل 12.4 ساعةً تقريبًا، وسرعة قصوى تبلغ 135000 كيلومتر/ساعة (38 كيلومتر/ثانية؛ 84000 ميل/ساعة). يبلغ طول وعرض 67 بّي/تشوريوموف جيراسيمنكو نحو 4.3 و4.1 كيلومتر (2.7 و2.5 ميل) على التوالي. رُصد لأول مرة باستخدام لوحات التصوير الفوتوغرافي عام 1969 من قبل الفلكيين السوفييتين كليم إيفانوفيتش تشوريوموف وسفيتلانا إيفانوفنا جراسيمنكو، الذي سُمي المذنب نسبةً لهما. وصل نقطة حضيضه (أقرب نقطة له من الشمس) في 13 أغسطس 2015.
كان 67 بّي/تشوريوموف جيراسيمنكو هدف مهمة روزيتا التابعة لوكالة الفضاء الأوروبية، التي انطلقت في 2 مارس 2004. وصلت روزيتا إلى المذنب 6 أغسطس 2014 ودخلت في مدار حوله في 10 سبتمبر 2014. هبطت مركبة الهبوط التابعة للمهمة، فيلة، على سطح المذنب في 12 نوفمبر 2014، لتصبح أول مركبة فضائية تهبط على نواة مذنب. في 30 سبتمبر 2016، أنهت روزيتا مهمتها من خلال الهبوط على المذنب في منطقة ماعت.
وصل الكويكب مؤخرًا إلى الحضيض (أقرب اقتراب من الشمس) في 2 نوفمبر 2021 ،  perihelion on 9 April 2028.
وسيأتي بعد ذلك إلى الحضيض مرة اخرى في 9 أبريل 2028.

## الاكتشاف
اكتُشف هذا المذنب سنة 1969، صدفةً من طرف «كليم إيفتنوفيتش تشويوموف» أثناء فحصه صورة للفضاء بحثا عن مذنب آخر هو 32ب/كوماس سولا
"32P/Comas Solá ".

## الخصائص الفيزيائية
يختلف تكوين بخار الماء على 67 بّي/تشوريوموف جيراسيمنكو، كما وصفته مركبة روزيتا، اختلافًا كبيرًا عن ذلك الموجود على الأرض. تزيد نسبة الديوتريوم إلى الهيدروجين في الماء على المذنب ثلاث مرات عن نسبتها في المياه على الأرض. بالتالي، من غير المحتمل أن مصدر الماء الموجود على الأرض هو مذنبات مثل 67 بّي/تشوريوموف جيراسيمنكو. بالإضافة إلى ذلك، تبين أن بخار الماء مخلوط مع كمية كبيرة من الفورمالديهايد (0.5% من الوزن الكلي) والميثانول (0.4% من الوزن الكلي)، تقع هذه النسب ضمن النطاق المشترك لمذنبات النظام الشمسي. في 22 يناير 2015، ذكرت ناسا أن المذنب بعث كميات متزايدة من بخار الماء بين يونيو وأغسطس 2014، ما يصل إلى عشرة أضعاف الكميات السابقة. في 23 يناير 2015، نشرت مجلة ساينس عددًا خاصًا من الدراسات العلمية المتعلقة بالمذنب.
تشير القياسات التي أُجريت قبل فشل بطاريات فيلة إلى أن سمك طبقة الغبار الخاصة بالمذنب يمكن أن يصل إلى 20 سنتيمتر (8 بوصة). في حين يقبع الجليد الصلب أسفلها، أو خليط من الجليد والغبار. يبدو أن المسامية تزداد باتجاه مركز المذنب.
تبيّن أن نواة 67 بّي/تشوريوموف جيراسيمنكو لا تتمتع بحقل مغناطيسي بعد جمع قياسات للمذنب أثناء نزول فيلة وهبوطها باستخدام أداة روماب وأداة آر بّي سي ماغ. هذا يشير إلى أن المغناطيسية ربما لم تلعب دورًا في التكوين المبكر للنظام الشمسي، كما كان يُفترض سابقًا.
حدد مطياف أليس الخاص بروزيتا أن الإلكترونات (في نطاق كيلومتر واحد أو 0.6 ميل فوق نواة المذنب) الناتجة عن التأين الضوئي لجزيئات الماء عن طريق الإشعاع الشمسي، وليس فوتونات الشمس كما كان يعتقد سابقًا، هي المسؤولة عن تراجع نسبة جزيئات الماء وثاني أكسيد الكربون المنبعثة من نواة المذنب نحو ذؤابته. توجد أيضًا حفر نشطة على المذنب، مرتبطة بالبالوعات وربما الانفجارات على سطحه.
كشفت القياسات التي أجرتها أداتي كوساك وبطليموس على متن مركبة فيلة عن وجود 16 مركبًا عضويًا، أربعة منها لأول مرة على مذنب، التي تشمل الأسيتاميد والأسيتون وميثيل الإيزوسيانات والبروبيونالديهايد. ذكر عالمي الأحياء الفلكية تشاندرا ويكراماسينغ وماكس واليس أنه يمكن تفسير بعض السمات الفيزيائية المكتشفة على سطح المذنب بواسطة روزيتا وفيلة، مثل قشرته الغنية بالمركبات العضوية، من خلال وجود كائنات دقيقة على المذنب. رفض علماء برنامج روزيتا الادعاء واعتبروه «تكهنات محضة». المركبات الغنية بالكربون شائعة في النظام الشمسي. روزيتا وفلية غير مجهزتين للبحث عن أدلة مباشرة على الكائنات الحية. الحمض الأميني الوحيد الذي اكتُشف على المذنب حتى الآن هو الجلايسين، إلى جانب مركبيه الطليعيين ميثيل أمين وإيثيل أمين.

## الاستكشاف
أُرسل المسبار روزيتا نحو هذا المذنب سنة 2004، حيث دخل في سبات بالقرب من مدار المشتري ثم استيقظ سنة 2014 عند اقتراب المذنب بعد رحلة مدتها 10 سنوات. ثم اقترب منه ووضع نفسه في مدار حوله في أغسطس 2014 . في يوم 12 من نوفمبر 2014 قام المسبار روزيتا بإنزال مركبة صغيرة (بحجم غسالة) تزن 100 كلغ سميت «فيلة» تيمنا بجزيرة فيلة الموجودة في نهر النيل بمصر التي كان بها أحد المعابد الفرعونية قبل نقله بسبب السد العالي. لكن هذه المركبة لاقت بعض المشاكل التقنية في أنظمة التشبث بالمذنب. وقامت بالارتداد إلى الفضاء مرتين بعد ملامستها لسطح المذنب قبل أن تستقر في مكان ذو تضاريس وعرة وفي وضعية مائلة بعض الشيء. رغم الوضعية غير المريحة فقد تمكنت من إجراء أغلب العمليات المبرمجة وإرسال النتائج إلى الأرض. هذا الوضع حرمها من أشعة الشمس التي تزودها بالطاقة اللازمة للعمل، مما أدّى بالقائمين عليها إلى إدخالها في سبات بانتظار اقتراب المذنب من الشمس لعل أشعة الشمس تكون كافية لشحن البطاريات، والعودة للعمل.

## المدار

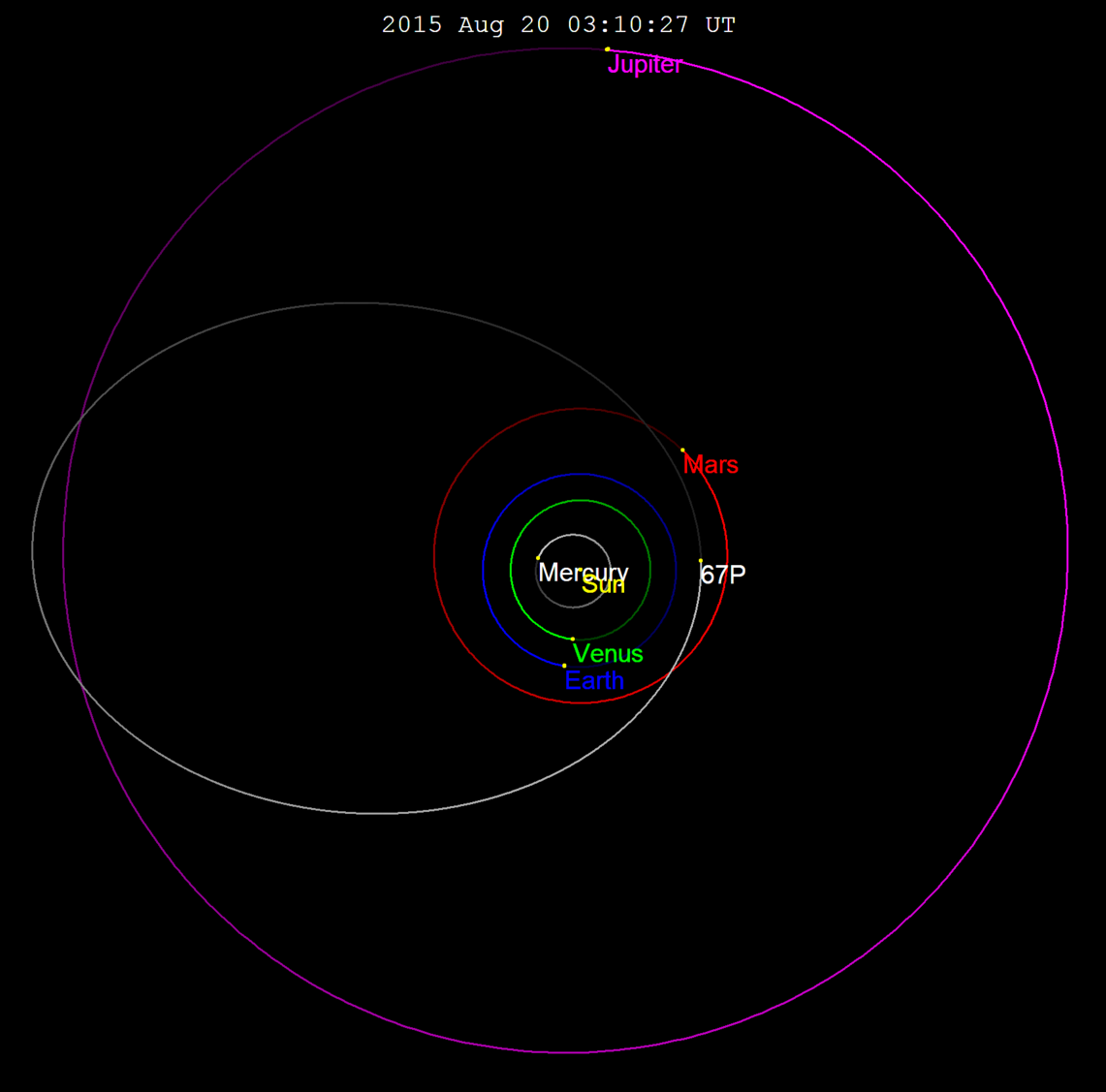
يتحرك مدار الكويكب 67P / Churyumov-Gerasimenko (المدار الأبيض) من داخل مدار المريخ إلى خارج مدار كوكب المشتري مباشرةً ، كما يظهر هنا عندما كان في الحضيض في أغسطس 2015.

ككل المذنبات يدور هذا المذنب حول الشمس في مدار قطع ناقص طويل. لكن مداره يتأثر في كل مرة بجاذبية المشتري أو زحل. ويتغير بذلك بعض الشيء في كل مرة. ومن المتوقع أن يصل المذنب إلى أقرب نقطة إلى الشمس يوم 13 أغسطس 2015.

## الأكسجين
من أبرز اكتشافات البعثة حتى الآن اكتشاف كميات كبيرة من غاز الأكسجين الجزيئي الحر (O2) المحيط بالمذنب. تشير نماذج النظام الشمسي الحالية إلى أن الأكسجين الجزيئي كان يجب أن يختفي بحلول الوقت الذي تم فيه إتكوين الكويكب 67P ، أي منذ حوالي 4.6 مليار سنة في عملية عنيفة وساخنة من شأنها أن تتسبب في تفاعل الأكسجين مع الهيدروجين وتكوين الماء. لم يسبق أن تم اكتشاف الأكسجين الجزيئي في غيبوبة المذنبات. تشير القياسات في الموقع إلى أن نسبة O2 / H2O خواص الخواص في الغيبوبة ولا تتغير بشكل منهجي مع مسافة مركزية الشمس ، مما يشير إلى أن O2 البدائي قد تم دمجه في النواة أثناء تكوين المذنب. تم تحدي هذا التفسير من خلال اكتشاف أن O2 قد ينتج على سطح المذنب في تصادم جزيئات الماء مع السيليكات والمواد الأخرى المحتوية على الأكسجين. يشير اكتشاف النيتروجين الجزيئي (N2) في المذنب إلى أن حبيبات المذنب تكونت في ظروف درجات حرارة منخفضة أقل من 30 كلفن (243 درجة مئوية ؛ 406 درجة فهرنهايت).